# Ormiscodes roseana
Ormiscodes roseana är en fjärilsart som beskrevs av Max Wilhelm Karl Draudt 1930. Ormiscodes roseana ingår i släktet Ormiscodes och familjen påfågelsspinnare. Inga underarter finns listade i Catalogue of Life.